# Ralph Martin (pianist)
Ralph Lawrence Martin (North Jersey, 28 oktober 1926 - Gulfport (Mississippi), 18 april 2018) was een Amerikaanse pianist en arrangeur in de jazz en easy listening.

## Biografie
Martin studeerde muziek aan de University of Miami. Hierna had hij in New York les bij Henry Brant. In de jaren erna was hij als solist in clubs en lounges. Hij werkte samen met Don Elliott (opnames in 1954), Louie Bellson en Sal Salvador. Hij toerde in 1957 in Europa, met de American Jazz Group (met Jim Fleming, Lenny Hambro, Ronnie Craig, Jim Thorpe, Miroslaw Ufnalewski) speelde hij in Warschau. Een optreden in de Sovjet-Unie werd tegengehouden, de groep werd meerdere dagen vastgehouden in een treinwagon.
Na zijn terugkeer in Amerika werkte Martin met Eddie Shu, Buddy Rich, Zoot Sims, Al Cohn, Kai Winding, Bobby Hackett en Terry Gibbs, als begeleider van de vocalisten Anita O'Day, Jackie Paris, Helen Merrill, Sue Ramey, Anne Marie Moss, Tony Bennett, Johnny Mathis en Johnny Desmond. In de jazz speelde hij tussen 1954 en 1963 mee op vijf opnamesessies.
Ralph Martins broer was Don Martin, die bekend werd als tekenaar van het satirische blad Mad.